# Сан Ђовани Вале Ровето Супериоре (Л'Аквила)
Сан Ђовани Вале Ровето Супериоре (итал. San Giovanni Valle Roveto Superiore) је насеље у Италији у округу Л'Аквила, региону Абруцо.
Према процени из 2011. у насељу је живело 70 становника. Насеље се налази на надморској висини од 527 м.